# Gortyna ochraceago
Gortyna ochraceago là một loài bướm đêm trong họ Noctuidae.